# آگریمونیا
آگریمونیا یا غافث (نام علمی: Agrimonia) نام یک سرده از تیره گلسرخیان است.